# Шафар
Шафар  — економ, прикажчик у шляхетських помістях Великого князівства Литовського, Королівства Польського, зокрема на українських землях, що входили до їх складу в 14—18 ст. Також посадова особа у ВКЛ, яка організовувала збирання податків та особливий міський урядник, який відав скарбом міста (як це було, наприклад, у Вільнюсі й ін. містах), або представник цехового самоуправління.
Військовий шафар (шафарі, шапар) (від пол. szafarz — економ, ключник) — у Запорізькій Січі (XVI–XVIII ст.) службова особа, яка збирала податок (перевізне) з купців на користь військової скарбниці на переправах через Дніпро, Південний Буг і Самару.
Кожен із чотирьох військових шафарів разом із підшафарями, писарем та підписарем і козацькими командами розміщувався на одному з перевозів (Кодацькому, Микитинському, Бугогардівському, Самарському) і слідкував за порядком при переміщенні вантажів через переправи, вів прибутково-видаткові книги.
- Ключник — це також була державна посада у Великому князівстві Литовському.